# Zbigniew Safjan

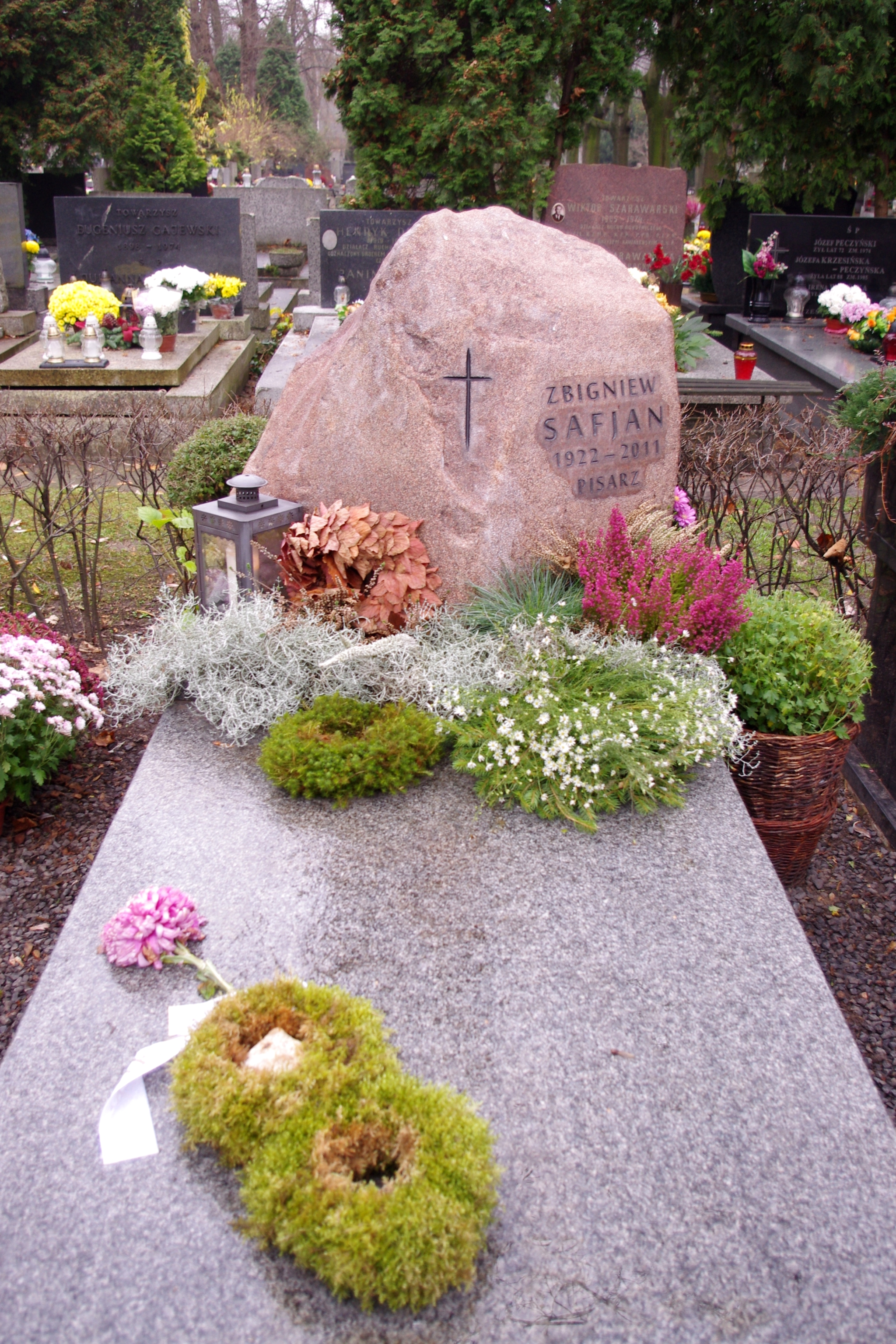
Zbigniew Safjan sírja a varsói Powązki katonai temetőben (2013)

Zbigniew Safjan (Varsó, 1922. november 2. – Varsó, 2011. december 6.) lengyel forgatókönyvíró, író és újságíró.

## Életpályája
1951-től a Központi Könyvkiadó Vállalat (Centralny Zarząd Księgarstwa) propagandaosztályának vezetője volt. 1967 és 1990 között a kommunista állampárt, a Lengyel Egyesült Munkáspárt (LEMP), 1971-től 1973-ig a párt varsói bizottságának tagja volt.
A Lengyel Köztársasági Érdemrend lovagkeresztjével tüntették ki, valamint a Magyarországon az „érdemes művész”-nek megfelelő díjjal. A TVP ötvenéves fennállása alkalmából a Lengyel Televízió Csillagai közé is beválasztották. Fia Marek Henryk Safjan jogász, 1998 és 2006 között az Alkotmánybíróság elnöke.

## Munkássága
A Słowo Żydowskie – Dosz Jídise Vort című zsidó havilap korábbi főszerkesztője.
Számos, főleg a Lengyel Televízióban (TVP) vetített sorozat társszerzője, korábban a „Polska” (Lengyelország) és a nemzetközi ismertségű, legendás emigráns lap, a „Kultura” munkatársa volt, sci-fi-regényt is írt. Gyakran dolgozott együtt Andrzej Szypulskival, közös forgatókönyveiket, regényeiket Andrzej Zbych álnéven jelentették meg.

## Magyarul
- Senki földje. Dokumentumregény; ford. Szenyán Erzsébet, utószó Kovács Endre; Európa, Bp., 1981 (Európa zsebkönyvek)
- Andrzej Zbych: Kockázat; ford.: Varsányi István, Magvető, Budapest, 1971 (Albatrosz Könyvek)
- Andrzej Zbych: Kloss kapitány; ford.: Varsányi István, Magvető, Budapest, 1972 (Albatrosz Könyvek)